# Solco frontale inferiore
Il solco frontale inferiore anche denominato scissura frontale inferiore è un solco posto tra la circonvoluzione frontale inferiore e la circonvoluzione frontale media. Questa scissura prende origine dal solco precentrale, segue un decorso orizzontale, e si dirige in posizione inferiore verso il polo frontale.
Questo solco, unitamente al solco precentrale ed al solco frontale superiore, permette di individuare sulla faccia laterale del lobo frontale, quattro circonvoluzioni: tre a decorso orizzontale (la circonvoluzione frontale superiore, la circonvoluzione frontale media e la circonvoluzione frontale inferiore) ed una ad andamento verticale (nota con il nome di circonvoluzione frontale ascendente o precentrale o prerolandica)

## Galleria d'immagini

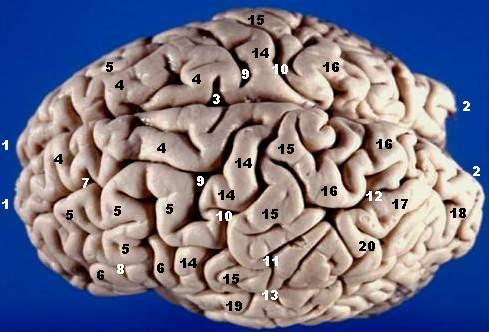
Cervello umano - emisferi sinistro e destro - visione dall'alto e laterale